# Hinatuan
Hinatuan è una municipalità di terza classe delle Filippine, situata nella Provincia di Surigao del Sur, nella Regione di Caraga.
Hinatuan è formata da 24 baranggay:
- Baculin
- Benigno Aquino (Zone I Pob.)
- Bigaan
- Cambatong
- Campa
- Dugmanon
- Harip
- La Casa (Pob.)
- Loyola
- Maligaya
- Pagtigni-an (Bitoon)
- Pocto

- Port Lamon
- Roxas
- San Juan
- Sasa
- Tagasaka
- Tagbobonga
- Talisay
- Tarusan
- Tidman
- Tiwi
- Zone II (Pob.)
- Zone III Maharlika (Pob.)